# 13214 Chirikov
13214 Chirikov este un asteroid din centura principală de asteroizi.

## Descriere
13214 Chirikov este un asteroid din centura principală de asteroizi. A fost descoperit pe 3 mai 1997 la Observatorul La Silla de Eric Walter Elst. Asteroidul prezintă o orbită caracterizată de o semiaxă mare de 2,47 ua, o excentricitate de 0,12 și o înclinație de 2,3° în raport cu ecliptica.